# Tassa sul celibato
L'imposta sul celibato è un tributo che fu in vigore in Italia durante il periodo fascista, istituita con il R.D. 19 dicembre 1926, n. 2132, e la sua applicazione disciplinata dal R.D. 13 febbraio 1927, n. 124. Si applicava solo alle persone non sposate di sesso maschile, con il proposito di favorire i matrimoni e, di conseguenza, incrementare il numero delle nascite. Secondo l'ideologia fascista, una popolazione numerosa era indispensabile per perseguire gli obiettivi di grandezza nazionale che si pretendeva spettassero all'Italia, oltre che per avere un esercito il più numeroso possibile.
La misura legislativa colpì oltre 3 milioni di italiani ancora celibi.

## Storia
Erano soggetti all'imposta tutti i celibi di età compresa fra i 25 ed i 65 anni, ad esclusione di:
- sacerdoti cattolici e dei religiosi che hanno pronunziato il voto di castità;
- grandi invalidi di guerra;
- ufficiali, dei sottufficiali e dei militari di truppa vincolati a ferme speciali delle forze armate dello Stato, per i quali il matrimonio sia subordinato a condizioni od a limitazioni;
- coloro ai quali l'art. 61 del Codice civile[6] vieta di contrarre matrimonio;
- stranieri ancorché residenti permanentemente in Italia.

La tassa consisteva in:
- un contributo fisso che variava a seconda dell'età, che partiva da 70 lire per le fascia d'età tra i 25 e i 35 anni, salendo a 100 fino a 50 anni, per poi abbassarsi se si superava tale età a 50 lire e dai 66 anni si veniva esentati da tale pagamento.
- un contributo integrativo, in funzione del reddito complessivo del contribuente.

Tali importi vennero aumentati due volte nell'aprile 1934 e nel marzo 1937 con un'aliquota aggiuntiva che variava a seconda del reddito del soggetto.
L'importo veniva devoluto all'Opera Nazionale Maternità e Infanzia.
L’Italia, nonostante l’entrata in vigore della tassa sul celibato e la politica di sostegno alla famiglia, vide scendere il tasso di natalità (passata dal 27,5 per mille del 1926 al 22,9 per mille del 1937), tuttavia, per effetto dell’allungamento progressivo della vita media, la popolazione italiana dal 1922 al 1945 aumentò passando da 38,19 milioni a 44,94 milioni di abitanti.
L'imposta venne in seguito abolita dal Governo Badoglio I il 27 luglio 1943.

## Influenza culturale
La tassa sul celibato ha avuto un suo eco anche nella letteratura. Ad essa è dedicata la poesia La tassa sui celibi, scritta in lingua veneta da Agno Berlese (1893-1950), il maggior rimatore vernacolare padovano della prima metà del Novecento. L'imposta è inoltre citata nei film Gli anni ruggenti (1962) di Luigi Zampa e Una giornata particolare (1977) di Ettore Scola e nel romanzo Delitti a Cinecittà (2013) di Umberto Lenzi.
Nel 1999, il sindaco di Vastogirardi (IS) ha proposto di reintrodurre la tassa a livello locale come soluzione al calo demografico.